# 氷玉峠

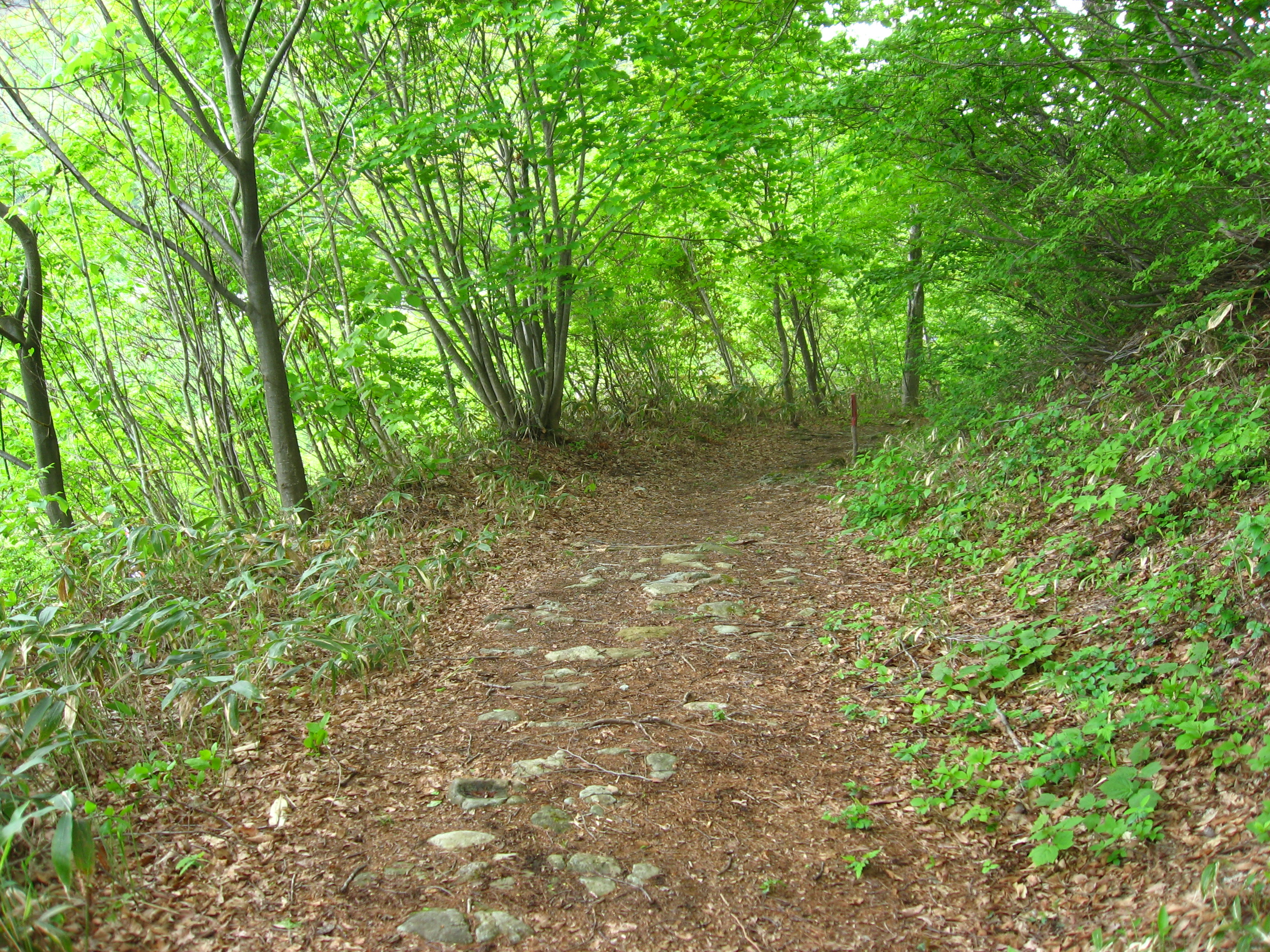
氷玉峠付近に残る下野街道の石畳

氷玉峠（ひだまとうげ）は、福島県会津若松市と大沼郡会津美里町の境界付近にある峠。

## 概要
福島県道131号下郷会津本郷線が経由している。この県道は2003年（平成15年）4月に開通したバイパスによって通過しており、氷玉トンネルなどの構造物が存在する。現在、旧街道の道筋は遊歩道として整備されつつあるほか、峠付近には周辺の三つの郡の境界を示すとされる"三郡境の塚"が存在している。

## 歴史

### 中世〜近世
新編会津風土記では、昔は火玉峠と言ったと述べているほか、1641年（寛永18年）に峠の北側に関山村を駅所とし、その後1646年（正保3年）には別村になったとする。当時、会津若松と下野国今市を結んでいた下野街道（会津西街道）が当峠付近を経由していた。また、保科氏の時代などでは参勤交代でも経由をしていた。
その後、幕末の戊辰戦争では当峠付近でも戦闘が行われた。この際には薩摩藩、宇都宮藩などが当峠付近を通過し、前述の関山付近で戦闘が行われたとされる。

### 近代
明治時代に三島通庸によって改修された会津三方道路の野州街道は当峠を経由せず、峠の東の地域、阿賀川沿いの現在の会津若松市大戸町などを経由するようになった。加えて、その後に開通した国鉄会津線も本峠を経由していない。

### 現代
前述のような経緯のため、会津三方道路の後身にあたる福島県会津地方と栃木県を結ぶ幹線道路、国道121号も当峠付近を経由していない。しかし、その後に前述の福島県道131号下郷会津本郷線が経由するようになっている。